# ديريك شيبرد
ديريك شيبرد (بالإنجليزية: Derrick Shepherd)‏ هو سياسي أمريكي، ولد في 1970. حزبياً، نشط في الحزب الديمقراطي. وقد انتخب عضو مجلس ولاية لويزيانا وانتخب عضو مجلس نواب لويزيانا.